# Beieroschema cuspidatum
Beieroschema cuspidatum är en insektsart som först beskrevs av Max Beier 1954.  Beieroschema cuspidatum ingår i släktet Beieroschema och familjen vårtbitare. Inga underarter finns listade i Catalogue of Life.